# Lobelia quadrisepala
Lobelia quadrisepala är en klockväxtart som först beskrevs av Ronald D'Oyley Good, och fick sitt nu gällande namn av Franz Elfried Wimmer. Lobelia quadrisepala ingår i släktet lobelior, och familjen klockväxter. IUCN kategoriserar arten globalt som otillräckligt studerad. Inga underarter finns listade i Catalogue of Life.